# مانغاكا
مانغاكا (باليابانية: 漫画家، بالروماجي: Mangaka)، هي كلمة يابانية تشير إلى رسامي القصص المصورة اليابانية المعروفة باسم المانغا. وهي لفظ منحوت لكلمة مكونة من قسمين، أولها مانغا (باليابانية: 漫画، بالروماجي: Manga) بمعنى مجلات القصص المصورة الهزلية اليابانية، والقسم الآخر هو كا (باليابانية: 家، بالروماجي: -ka) والتي تشير إلى نوع من الخبرة والقدرة على التأليف، وتشير تلك الكملتين معاً إلى مهنة صانع المانغا. في عام 2006، بلغ عدد المانغاكا ما يقارب 3000 محترف، يعملون في اليابان.
بإمكان الشخص أن يصبح مانغاكا بعدة طرق، منها أن يقوم بدراسة تخصص فنون في الجامعة، أو أن يدخل مدرسة من مدارس المانجاكا، أو أن يقوم بالتدرب على المهمة مع مانغاكا آخر مشهور. ومع ذلك، يقوم العديد من الأشخاص بدخول هذه المهنة عن طريق المشاركة في المسابقات التي تجريها مجلات المانغا.

## أسلوب عمل
قد يكون المانغاكا كاتب سيناريو فقط مثل تسوجمي أوبا مؤلف مفكرة الموت وباكومان، أو رساماً فقط مثل: تاكيشي أوباتا, ولكن يوجد العديد من المانغاكا الذين يجمعون بين الموهبتين مثل أكيرا تورياما صاحب مانغا دراغون بول.
تتطلب مهنة المنغاكا الكثير من الإبداع والجهد، ويبقى حلم أي مانغاكا هو نشر عمله في إحدى دور النشر المتخصصة في المانغا (أشهرها هي شويشا), وكذلك رؤية أعمالهم على شاشة التلفزيون كأنمي. وقد يصل راتب المانغاكا في اليابان إلى حوالي € 24000 سنوياً.

## العلاقات مع طاقم العمل

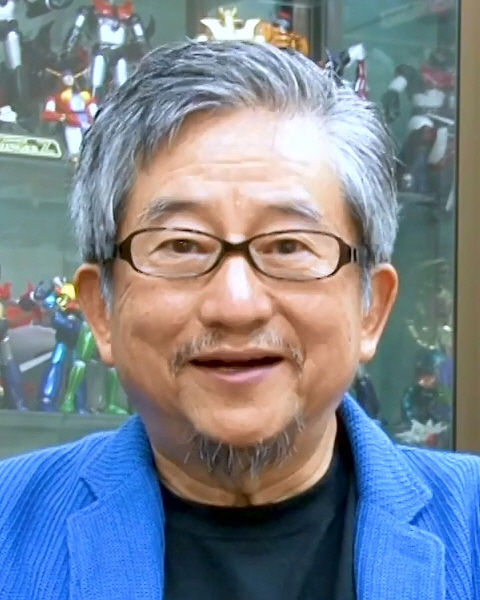
المانغاكا جو ناغاي مؤلف جريندايزر

### المحرر
يساعد المحرر المانغاكا في العديد من الأشياء كالاقتراحات بشأن القصة أو الرسومات أو بالتعليق على المحتوى والشكل العام للمانغا، كما يلعب دور الوسيط بين المانغاكا  و دار النشر وذلك بالحرص على أن المانغا ستكون جاهزة في الوقت المحدد للنشر وأنها تخضع لشروط دار النشر التي يعمل لصالحها. ببساطة يمكننا القول بأن المحرر هو رئيس المانغاكا.

### المساعدون
يمتلك عادة كل مانغاكا مساعدين أو أكثر، تتباين أعمالهم فمنهم من يتكلف بالتلوين والخلفيات ومنهم من يهتم بالديكور و الهوامش والمراجعة والتنقيح (الرسومات فقط حيث من النادر أن يتدخل المساعد في أمور القصة)، ليتركوا للمانغاكا أمور القصة والشخصيات... وبعضهم يتخصص في رسم رسومات معينة كالمركبات والطائرات ويبقى الهدف من المساعدين هو إنجاز المانغا في الوقت المحدد لوقت النشر. بعض المانغاكا يفضلون العمل وحدهم بدون مساعدين. ومعظم رسامي المانغاكا بدأوا في البداية كمساعدين. بعض المساعدين يفضلون البقاء كمساعدين بدلاً من أن يتطوروا ويصبحوا مانغاكا حيث أنه ليس من الشرط أن تصبح مساعداً لتصبح مانغاكا.

## بعض أشهر المانغاكا
| اسم المانغاكا               | العمل                     |
| --------------------------- | ------------------------- |
| تايت كوبو                   | بليتش                     |
| تسوجومي اوبا وتاكيشي أوباتا | ديث نوت وباكومان          |
| أكيرا تورياما               | دراغون بول                |
| ماساشي كيشيموتو             | ناروتو                    |
| إييتشيرو أودا               | ون بيس                    |
| يوشيهيرو توغاشي             | القناص                    |
| غوشو أوياما                 | المحقق كونان              |
| هاجيمي إيساياما             | هجوم العمالقة             |
| ناوكي أوراساوا              | مونستر                    |
| شونجيكو ناكامورا            | جونجو رومانتيكا           |
| أيوكو هاتا                  | فتاة الذئب والأمير الأسود |

## أعمال ذات علاقة بالمهنة
- باكومان: تتحدث المانغا عن شابين في حوالي الـ15 يحلمان بأن يصبحا مانغاكا، وفي إطار القصة يكشفان العديد من خبايا المهنة.[2]
- سيكاي-إيتشي هاتسوكوي: مانغا من نوع ياوي ترصد خفايا وإرهاصات مهنة المانغاكا لدى دور نشر كبرى لمجموعة من الشباب في طابع رومنسي وكوميدي.